# Jan Uliński
Jan Uliński herbu Dołęga (zm. 1761) – pułkownik królewski, stolnik kamieniecki w latach 1714–1751.
Deputat na Trybunał Główny Koronny w 1715. Poseł ziemi halickiej na sejm w 1728, 1729 i 1732 oraz na sejm elekcyjny w 1733. Deputat z ziemi halickiej do pacta conventa Stanisława Leszczyńskiego w 1733 roku. Był konsyliarzem konfederacji województwa ruskiego, zawiązanej 10 grudnia 1733 w obronie wolnej elekcji Stanisława Leszczyńskiego.